# Cleistanthus brideliifolius
Cleistanthus brideliifolius är en emblikaväxtart som beskrevs av Charles Budd Robinson. Cleistanthus brideliifolius ingår i släktet Cleistanthus och familjen emblikaväxter.

## Underarter
Arten delas in i följande underarter:
- C. b. brideliifolius
- C. b. calcicola